# شاخه گل ۱۷
شاخه گل ۱۷ (با نام مرغ شباهنگ نیز شناخته می‌شود) نام یک آلبوم موسیقی در سبک سنتی ایرانی باصدای غلام‌حسین بنان می‌باشد که توسط انتشارات ایران صدا منتشر شده است. این آلبوم، هفدهمین آلبوم از مجموعه آلبوم شاخه گل بوده است. در این اثر اشعار رهی معیری خوانده شده و موسی معروفی (به عنوان آهنگ ساز) و روح‌الله خالقی (به عنوان تنظیم کننده) حضور دارند. این اثر مربوط به برنامه گل‌های رنگارنگ به شماره ۲۳۰ می‌باشد.